# Гадолиний
Гадолиний (Gd) е химичен елемент от менделеевата таблица с атомен номер 64. Представлява сребристо-бял, ковък и еластичен метал от групата на лантанидите с характерен метален блясък. Кристализира в хексагонална, плътно пакетирана алфа форма при стайна температура, но при нагряване до 1508 K се трансформира в обемно-центрирана кубична бета форма.
Гадолиният е кръстен в чест на финландския химик и геолог Йохан Гадолин.